# Mesosa guttigera
Mesosa guttigera es una especie de escarabajo longicornio del género Mesosa, categorizada en la tribu Mesosini, de la subfamilia Lamiinae. Fue descrita por Holzschu en 2018.

## Descripción
Mide 14,1-18,5 mm de longitud.

## Distribución
Se distribuye por China.